# Pour It Up
"Pour It Up" é uma canção da cantora barbadense Rihanna, gravada para o seu sétimo álbum de estúdio Unapologetic. Foi composta pela própria com o auxílio de Michael Williams, Theron Thomas e Timothy Thomas, com a produção a cargo de Mike WiLL Made-It e J-Bo. A sua gravação decorreu em 2012 nos estúdios Westlake Santa Monica Recording Studios e R Studios em Los Angeles, na Califórnia. 
A canção deriva de origens estilísticas do hip-hop e EDM, o seu arranjo musical é composto por sintetizadores. O tema foi enviado para as rádios urbanas dos Estados Unidos pela Def Jam Recordings, assinalando-o como single promocional do disco. A editora decidiu lançar uma remistura com Young Jeezy, T.I., Rick Ross e Juicy J, tornando-a como terceiro single do disco.

## Antecedentes e lançamento
Após actuar com as músicas "Cockiness (Love It)" e "We Found Love" na edição de 2012 dos MTV Video Music Awards, a artista confirmou que em Março de 2013 iria começar a sua digressão mundial Diamonds World Tour. Cinco dias após a noite da cerimónia, a Def Jam France anunciou na sua conta no Twitter que seria lançado um novo single de Rihanna na segunda-feira próxima, no dia 17. No mesmo comunicado, a editora comentou o lançamento do sétimo disco de originais da cantora para Novembro do mesmo ano. Contudo, na semana do suposto lançamento, o locutor Benjamin Galouye da rádio francesa NRJ, confirmou que a estreia do trabalho tinha sido adiada devido ao anúncio prematuro feito pela entidade: "Fomos notificados que Rihanna e a sua equipa decidiu atrasar [a estreia] do seu novo single. Deverá estrear no final da semana". A artista acabou por confirmar o lançamento de "Diamonds" como primeiro single após a sua performance no festival iHeartRadio a 21 de Setembro de 2012, afirmando que seria enviada para o programa Elvis Duran and the Morning Show da estação de rádio Z100.

## Desempenho nas tabelas musicais

### Posições
| Tabela musical (2012-2013)                   | Melhor posição |
| -------------------------------------------- | -------------- |
| Coreia do Sul - Gaon International Chart     | 62             |
| Estados Unidos - Billboard Hot 100           | 19             |
| Estados Unidos - Billboard R&B/Hip-Hop Songs | 6              |
| França - SNEP                                | 191            |
| Reino Unido - UK R&B Chart                   | 40             |

## Créditos
Todo o processo de elaboração da canção atribui os seguintes créditos pessoais:
- Rihanna – vocalista principal, composição;
- Michael Williams - composição, produção, instrumentos, programação, vocais adicionais;
- Theron Thomas - composição;
- Timothy Thomas - composição;
- J-Bo - co-produção, instrumentos, programação;
- Alejandro Barajas - gravação;
- Kuk Harrell -  gravação vocal;
- Marcos Tovar - gravação vocal;
- Manny Marroquin - mistura;

## Histórico de lançamento
| País           | Data                  | Formato      | Editora discográfica |
| -------------- | --------------------- | ------------ | -------------------- |
| Estados Unidos | 28 de Janeiro de 2013 | Rádios urban | Def Jam              |